# Okanogan (rzeka)
Okanogan (Okanogan River, w Kanadzie: Okanagan, Okanagan River) – rzeka w Kanadzie (Kolumbia Brytyjska) i Stanach Zjednoczonych (stan Waszyngton), dopływ Kolumbii. Długość rzeki wynosi 185 km (odcinek kanadyjski – 69 km).
Rzeka wypływa z południowego krańca jeziora Okanagan, w pobliżu miasta Penticton, w Kolumbii Brytyjskiej. Płynie w kierunku południowym, przepływając przez jeziora Skaha i Osoyoos (na granicy amerykańskiej). Do rzeki Kolumbia uchodzi w pobliżu miejscowości Brewster.
Większe miasta położone nad rzeką to Penticton, Oliver, Osoyoos, Oroville i Omak.